# Paroisse Grenville

Paroisse Grenville est une paroisse dans le comté de Queens sur l'Île-du-Prince-Édouard, au Canada, qui fut nommé par Samuel Holland, pendant l'arpentage de 1864-1866 de la nouvelle colonie britannique. Elle fut nommée pendant la période quant George Grenville était premier ministre de la Grande-Bretagne, tout comme la baie Grenville (baie New London). Les communautés de North Granville et South Granville sont dérivés de ce nom, mais adoptèrent l'orthographe plus utilisé de Granville George Leveson-Gower, 2e comte Granville qui devint important comme Secrétaire d'État aux colonies (Royaume-Uni) en 1868-1870.
Elle contient les cantons suivants:
- Lot 20
- Lot 21
- Lot 22
- Lot 23
- Lot 67